# Проспект Незалежності (Херсон)
Проспе́кт Незалежності — центральний проспект Херсона, розташований у Центральному районі. Сполучає берег Дніпра із залізничним вокзалом.

## Історія
Стара назва — вулиця Поштова. У XVIII столітті західна частина вулиці нараховувала декілька кварталів — на той час вона була крайньою східною вулицею Грецького передмістя. У першій половині XIX століття забудовано майбутній проспект до сучасної будівлі Херсонської обласної лікарні.
На плані початку 1850-х років мала назву вулиця Пестелевська, на честь херсонського губернатора Пестеля В. І., який обіймав цю посаду з 1839 по 1845 роки. За часів губернаторства В. І. Пестеля було здійснено проєкт благоустрою набережної Дніпра, що і стало приводом для увічнення його імєні на мапі міста — у назві вулиці, що саме і пішла від набережної.
У 1850 році губернатор Оленич-Гнененко К. А. видав розпорядження здійснити насадження алеї на цій вулиці. На плані 1855 року вулиця названа Поштовою, тоді як найменування Пестелевська перейшло до бульвару Перекопського, який було засаджено при Пестелі В. І. на початку 1840-х років.
У 1890 році вулицю Поштову перейменовано в вулицю Говардівську, на честь англійського лікаря, філантропа Джона Говарда, який помер від висипного тифу у Херсоні у 1790 році.
З 1947 року вулиця перейменована в проспект Ушакова, на честь російського флотоводця. Остаточно автомагістраль сформувалась у 1950-1970-х роках.
24 жовтня 2023 року рішенням Херсонської міської військової адміністрації проспект Ушакова перейменували на проспект Незалежності.

## Опис

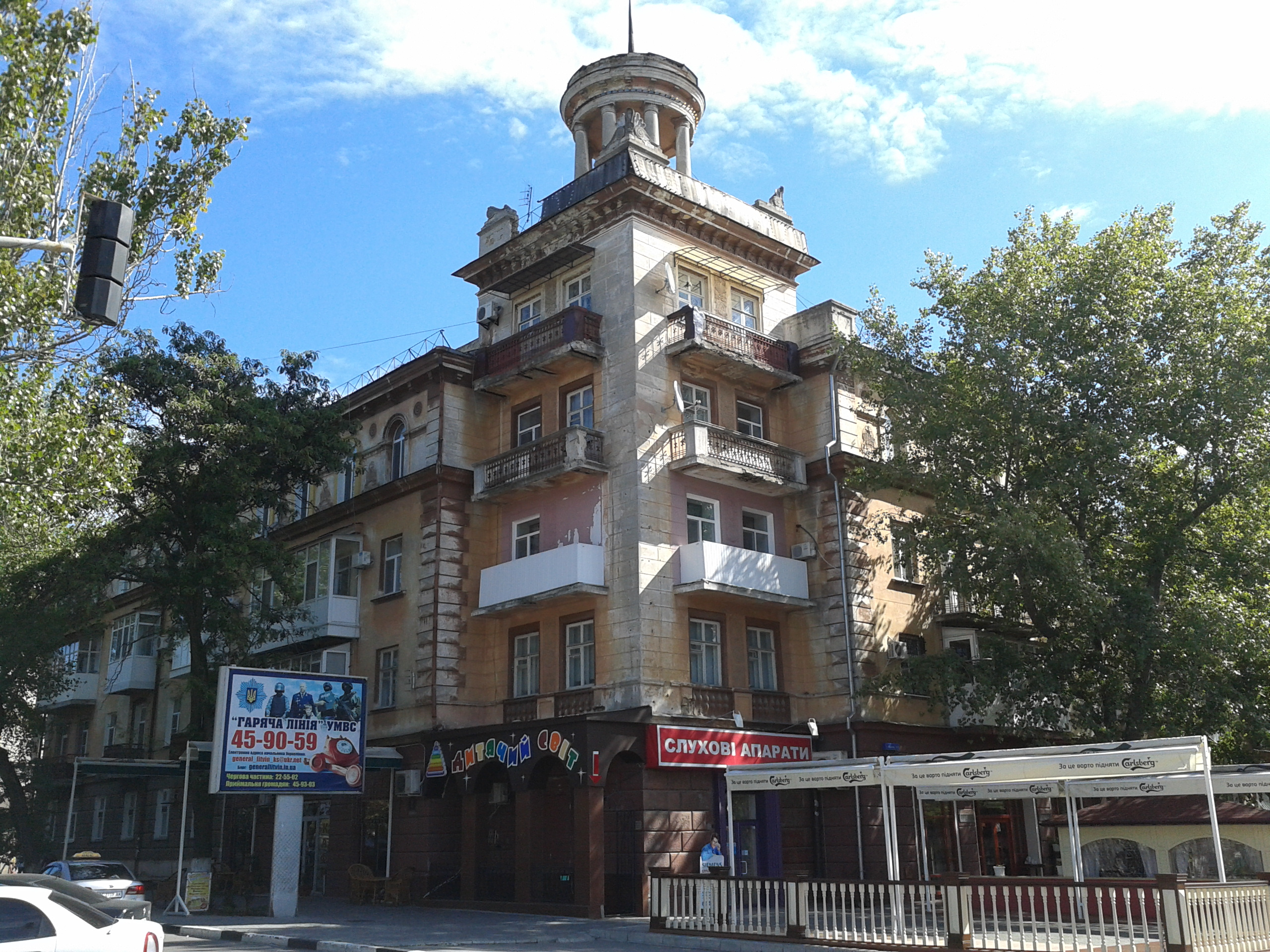
Житловий будинок на розі проспекта Незалежності та вулиці Лютеранської

У дореволюційний час на березі Дніпра, звідки починається проспект, знаходилася дерев'яна пасажирська пристань російського товариства пароплавства та торгівлі. Зліва від пристані знаходився трактир, на місці якого у 1938 році було зведено паротурбінну електростанцію, яка була підірвана німецько-фашистськими окупантами під час німецько-радянської війни (1941—1945). Відбудована у повоєнні роки станція продовжувала працювати до 1957 року, коли місто Херсон почало отримувати електроенергію від Каховської ГЕС. Нині в цьому приміщенні функціонує поліграфічна фабрика.

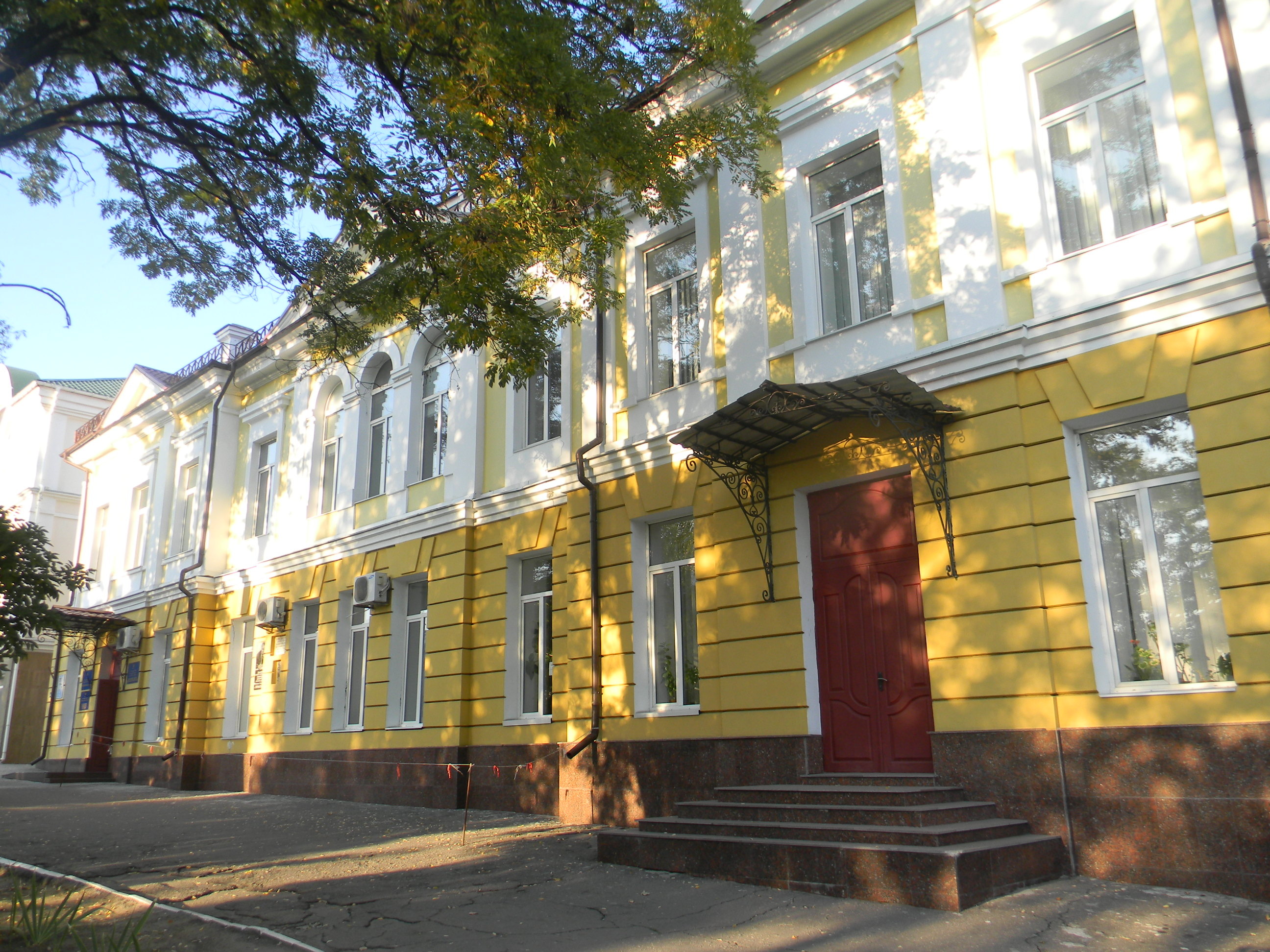
Будинок, у якому з 1911 по 1978 року розташовувався краєзнавчий музей

У 1989 році за проектом архітектора В. Михайленка та інженера П. Фермана на початку проспекту був побудований готель «Фрегат» (буд. № 2). Перед будівлею готелю розташована оригінально спланована площа з комплексом взаємопов'язаних між собою фонтанів та водоспадів.
У будинку № 16 на проспекті Ушакова наприкінці XIX століття розташовувалася нічліжка — притулок для знедоленого люду. З 1911 по 1978 роки в цьому приміщенні знаходився краєзнавчий музей (нині — будівля Управління культури і туризму Херсонської обласної державної адміністрації). А поруч — сучасна будівля видавництва «Наддніпряночка».
На проспекті багато адміністративних будинків. Тут також розташовані навчальні заклади: Морська академія, Херсонська філія Національного університету кораблебудування (буд. № 44), Кооперативний економіко-правовий коледж (буд. № 60).

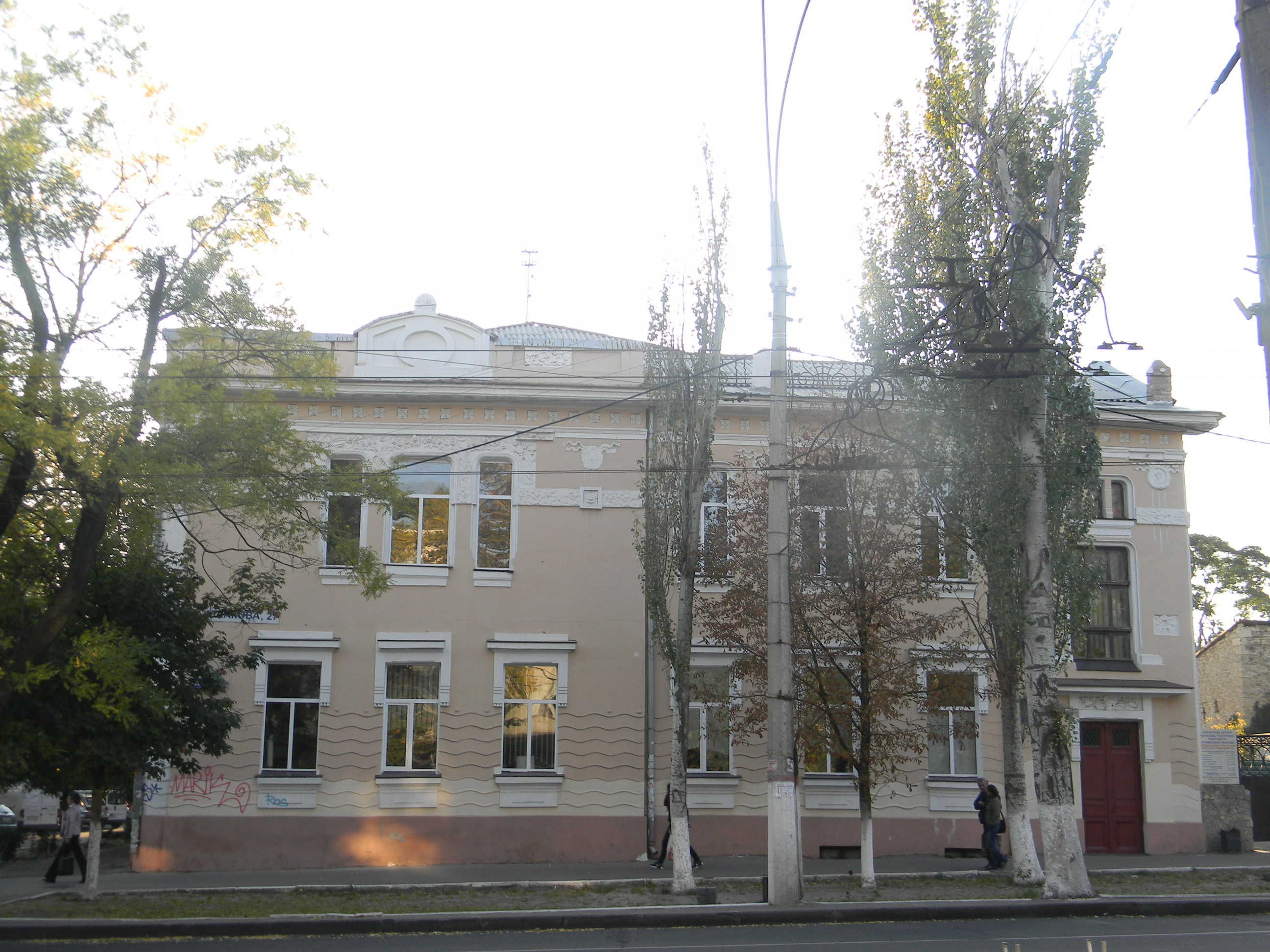
Колишня станція юних техніків (просп. Незалежності, 27)

На місці будівлі головного корпусу Морської академії (буд. № 20) з 1898 по березень 1944 року була будівля Першої Маріїнсько-Олександрівської жіночої гімназії, збудована в стилі еклектизму з домінуванням рис класицизму. Перед приміщенням Морської академії у 1957 році встановлено пам'ятник відомому флотоводцю Ф. Ф. Ушакову.
Будинок № 27, споруджений у 1900 році, є пам'яткою архітектури (охоронний № 230107).
З протилежного боку вулиці міститься будівля Херсонської міської ради та її виконавчого комітету (буд. № 37).
У будинку № 22/1 з 1914 року розміщувався лазарет російського товариства Червоного Хреста, що став під час Першої світової війни військово-хірургічним шпиталем нині — лікарня Центрального району міста.
У будинку № 39 розташовується Херсонський фаховий коледж музичного мистецтва.
На місці пожежної частини у 1973 році побудовано головпоштамт, а там, де стояла перша херсонська електростанція, у 1960 ррці відкрито кінотеатр «Україна» (буд. № 45).
Поруч із кінотеатром розташована будівля обласного управління Пенсійного фонду (буд. № 47).
Будинок № 49 займає ЦУМ та супермаркет «Сільпо».
На базі майстерень з ремонту тракторів у 1932 році розпочав роботу електромашинобудівний завод (буд. № 57).
З протилежного боку вулиці споруджена будівля Центру діагностики Херсонської обласної лікарні (буд. № 36).
Квартал між вул. Червоного Хреста та Гмирьова займає Херсонська обласна лікарня, заснована у 1819 році, як богоугодний заклад (буд. № 67).
Окрасою проспекту є пам'ятник англійському громадському діячу та гуманісту Джону Говарду, який створений у 1818—1820 рр. за проєктом відомого архітектора В. П. Стасова.

## Визначні будівлі

### Мореходні класи
Будівля Херсонських морехідних класів трьох разрядів була збудована на честь 25-річчя царювання імператора Олександра ІІ 19 лютого 1880 року на пожертви мешканців міста й за сприяння губернатора О. С. Ерделі та міського голови В. Г. Терещенка. Вона знаходилася на перехресті вулиць Поштової (нині — Ушакова) та Пестелевського бульвару — на місці одного із сучасних корпусів Морської академії (просп. Ушакова, 14).

### Пожежна частина
Тривалий час центральна пожежна команда міста містилася в будівлі міської поліції на вулиці Соборній (нині на цьому місці Художній музей). У 1898—1899 роках на Поштовій вулиці для пожежного депо було побудовано нове приміщення, що включало квартиру брандмайстра та пожежну каланчу, з якою цілодобово велося спостереження. За пожежами стежили також на Військовому форштадті і з каланчі на Забалці, де вона збереглася понині. В залежності від того, в якому районі міста виникала пожежа, на башті вивішувалося певне число повітряних куль. У кожному з трьох районів міста був власний пожежний обоз, що мав коней визначеної масті. Якщо обоз мчав по вулицях з червоним прапором, значить, він їде на гасіння пожежі. Але частіше були виїзди з синім прапором, для прогулянки коней. Ця незвичайна будівля з баштою знаходилася на місці сучасного поштамту, побудованого у 1973 році (просп. Ушакова, 41).

### Нічліжка (притулок)
За пожежною командою знаходилася будівля Міського нічліжного притулку імені Густава Івановича Фальц-Фейна, який побудований його спадкоємцями у 1910 році замість нічліжного будинку, який раніше містився в будівлі (нині — Обласне управління культури). У Херсоні було три приватних притулки і один міський. Ночівля в приватних притулках коштувала 5 копійок, а у міському — 3 копійки. Щоденно послугами міського притулку користувалося близько 110 осіб. Після 1917 року в будівлі розміщувалися різні організації, а згодом її було переобладнано під макаронну фабрику. У 1964 році на місці нічліжного притулку був побудований готель «Київ» (просп. Ушакова, 43).

### Міська електростанція
Перший камінь будівлі міської електричної станції був закладений 28 травня 1908 року і в цей самий день отцем Володимиром Єфремовим була відслужена урочиста молебень. Будівля електричної станції будувалася під керівництвом міського архітектора А. І. Сварика. Пуск останнього — третього дизельного двигуна, а також введення в експлуатацію станції відбулося 5 червня 1909 року.
Міська електрична станція будувалася за рахунок капіталу П. І. Соколова. Міською управою були затверджені «Правила приєднання абонентів до мережі електричного освітлення та умови користування електричною енергією від міської електричної станції в м. Херсоні», відповідно з яким і вирішувалися всі питання користування електроенергією.
До 1 січня 1914 року вуличне та паркове освітлення складалося з 222 дугових ліхтарів і 27 ліхтарів з лампами розжарення на 400 та 100 свічок. 144 дугових ліхтаря горіли в місті до світанку, а 78 — лише до 01:00 ночі. На електричній станції на той час вже працювало 5 дизельних двигунів.
Зруйнована в роки Громадянської війни та Української революції 1917—1921 років, електростанція була відновлена і працювала до 1930-х років, проте потреб міста вона вже не задовольняла. Незабаром після введення в експлуатацію нової паротурбінної електростанції, яка побудована у 1938 році, дизель-електростанція була демонтована, а в її приміщенні знаходилися ремонтні майстерні. Будівля була підірвана німецько-фашистськими військами під час відступу у березні 1944 року.
У 1960 році на місці електричної станції побудований кінотеатр «Україна» (просп. Незалежності, 45).

## Персоналії

меморіальна дошка

В будинку № 26 в квартирі № 1 мешкав херсонський художник Георгій Курнаков. На будинку йому встановлена меморіальна дошка.
В будинку № 51 мешкали херсонські митці:
- квартира № 1 — Катинін Дмитро Семенович;
- квартира № 2 — Московченко Костянтин Іванович;
- квартира № 13 — Штирмер Лазар Шулімович;
- квартира № 17 — Ботько Іван Іванович;
- квартира № 19 — Білокур Іван Григорович;
- квартира № 20 — Шкуропат Василь Лук'янович[2].

## Галерея

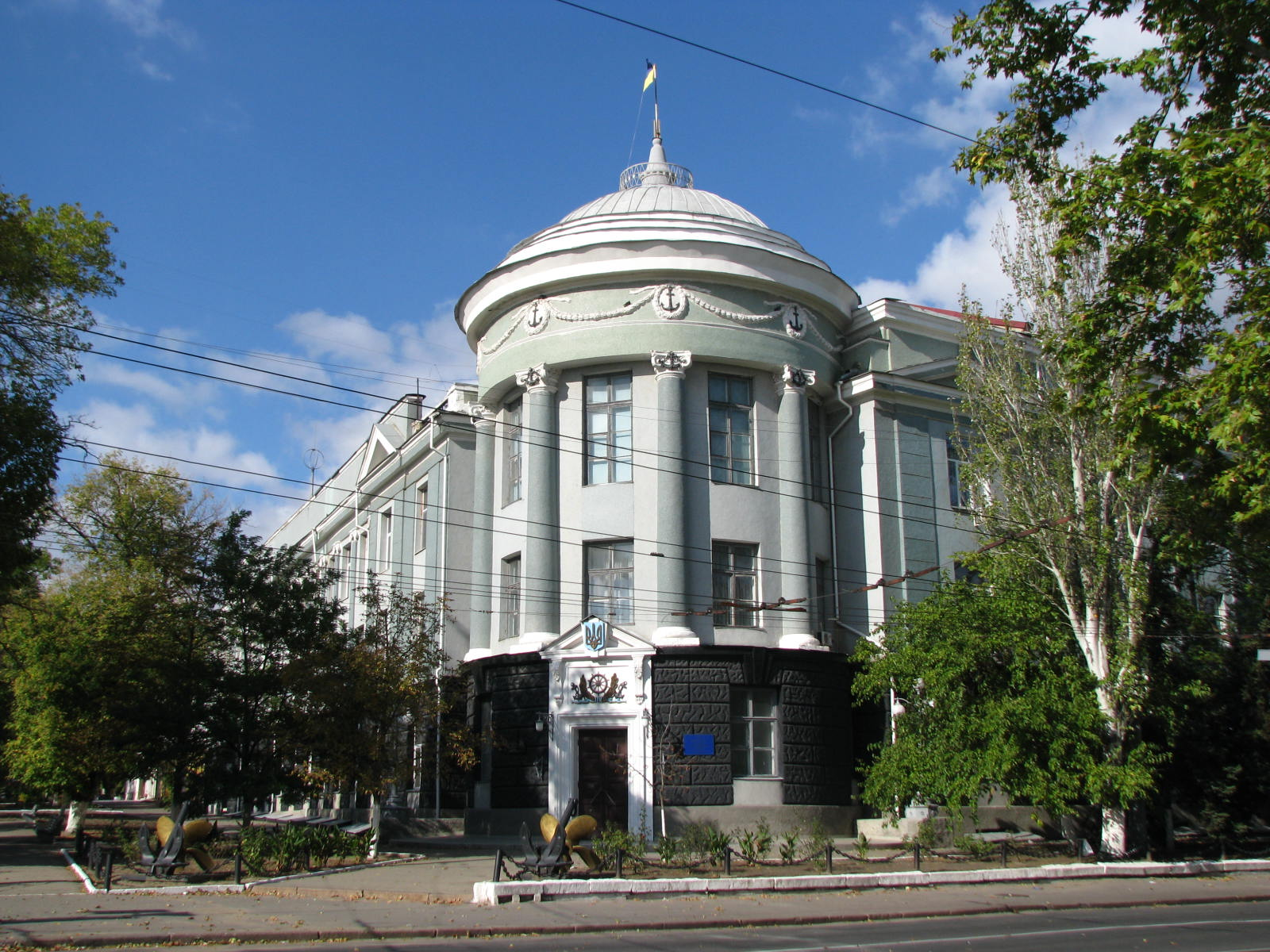
№ 14 — один з корпусів Морської академії
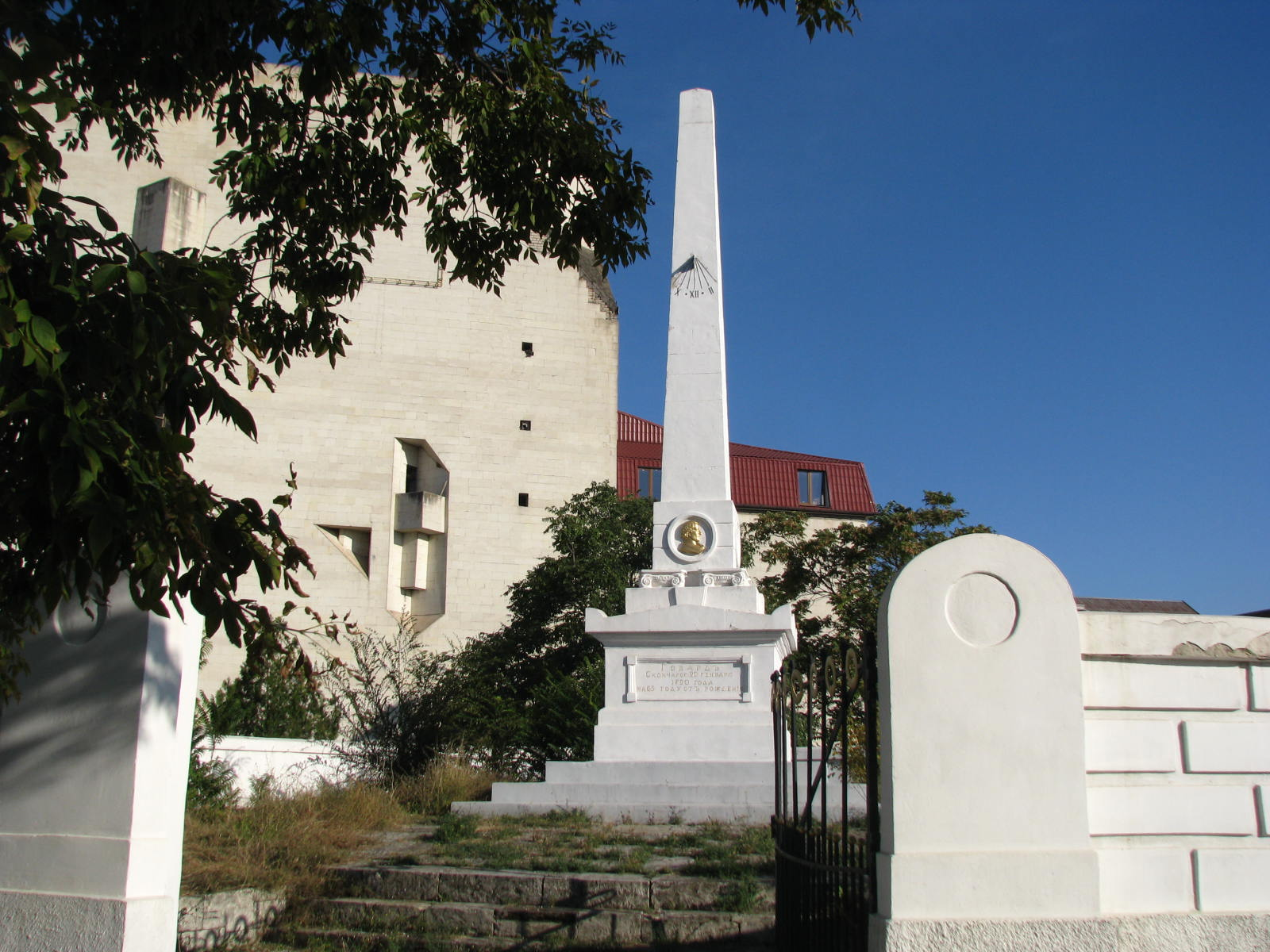
Пам'ятник Джону Говарду
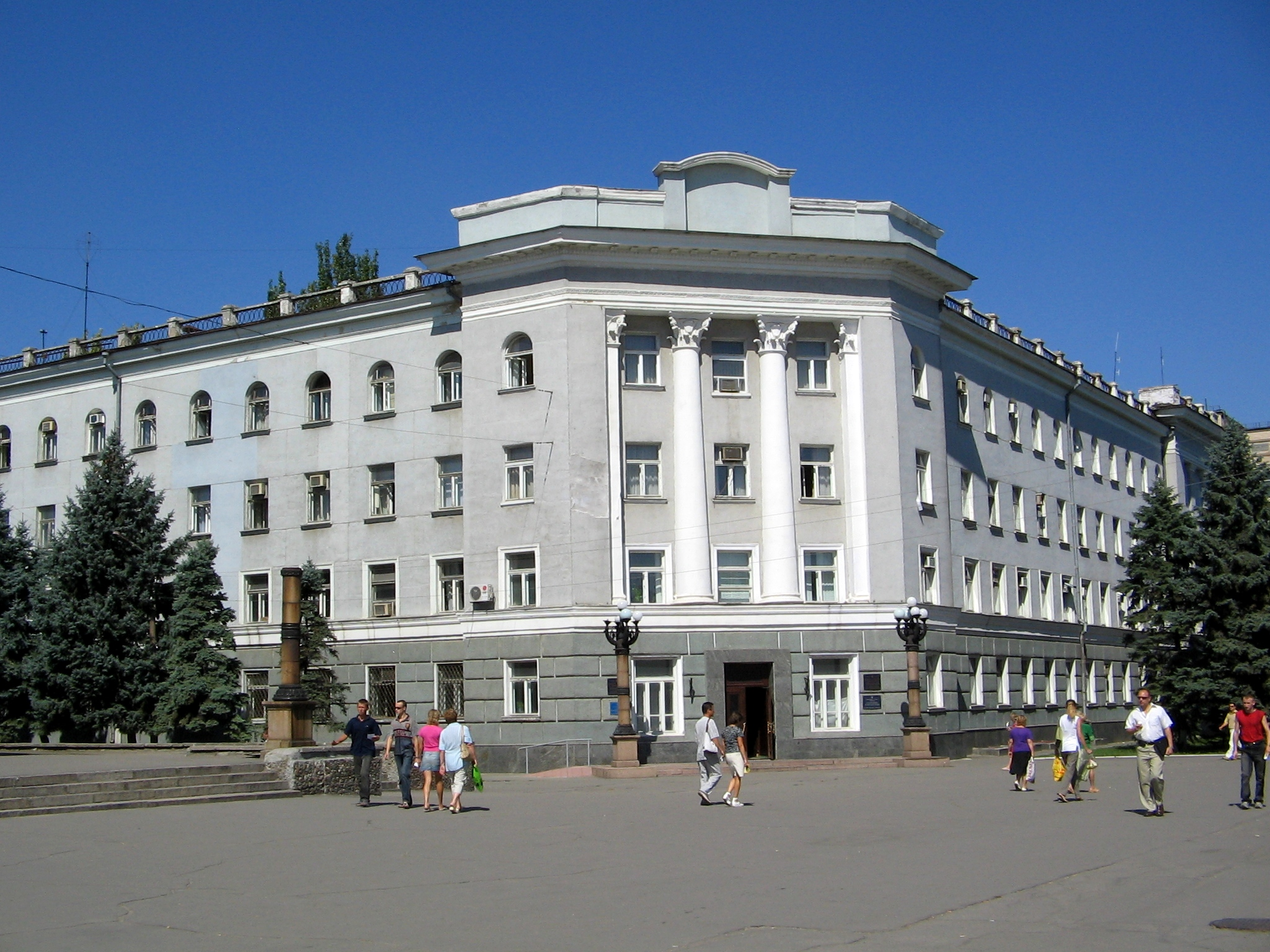
№ 47 — будівля управління Пенсійного фонду (до реконструкції фасаду)
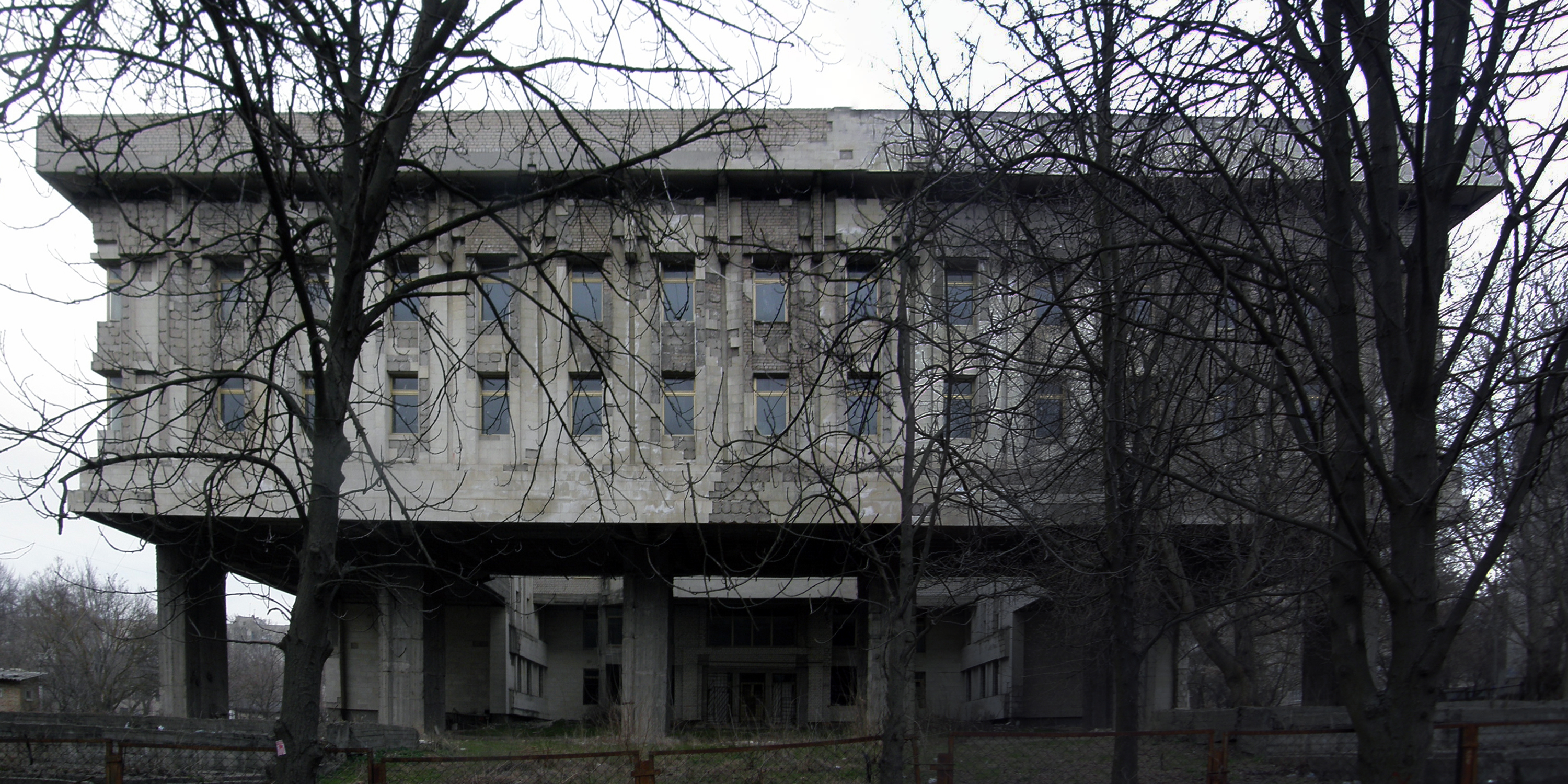
№ 38 – недобудований телецентр
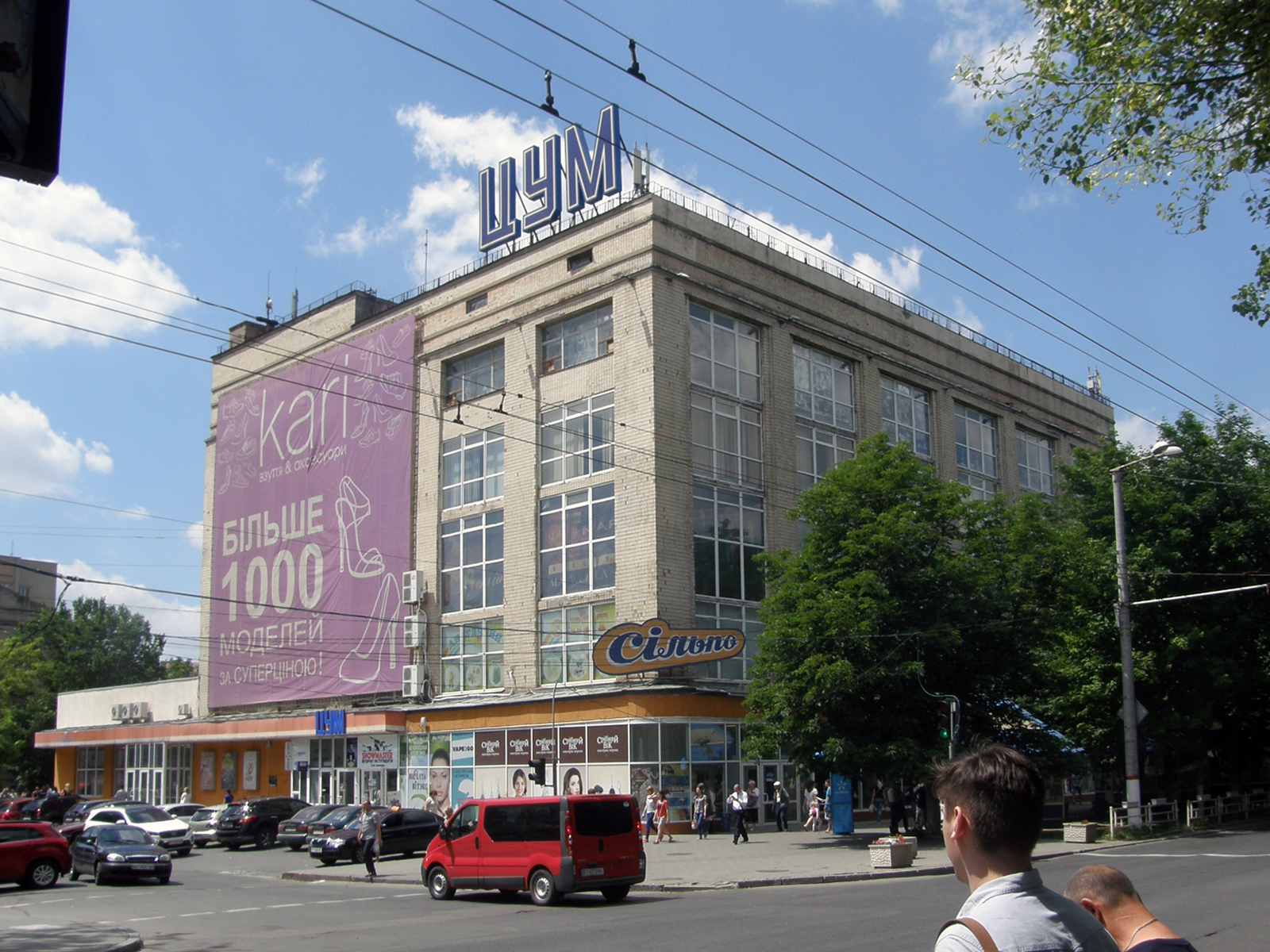
№ 49 — ЦУМ, 1965[3], типовий проєкт